# Agostino di Duccio

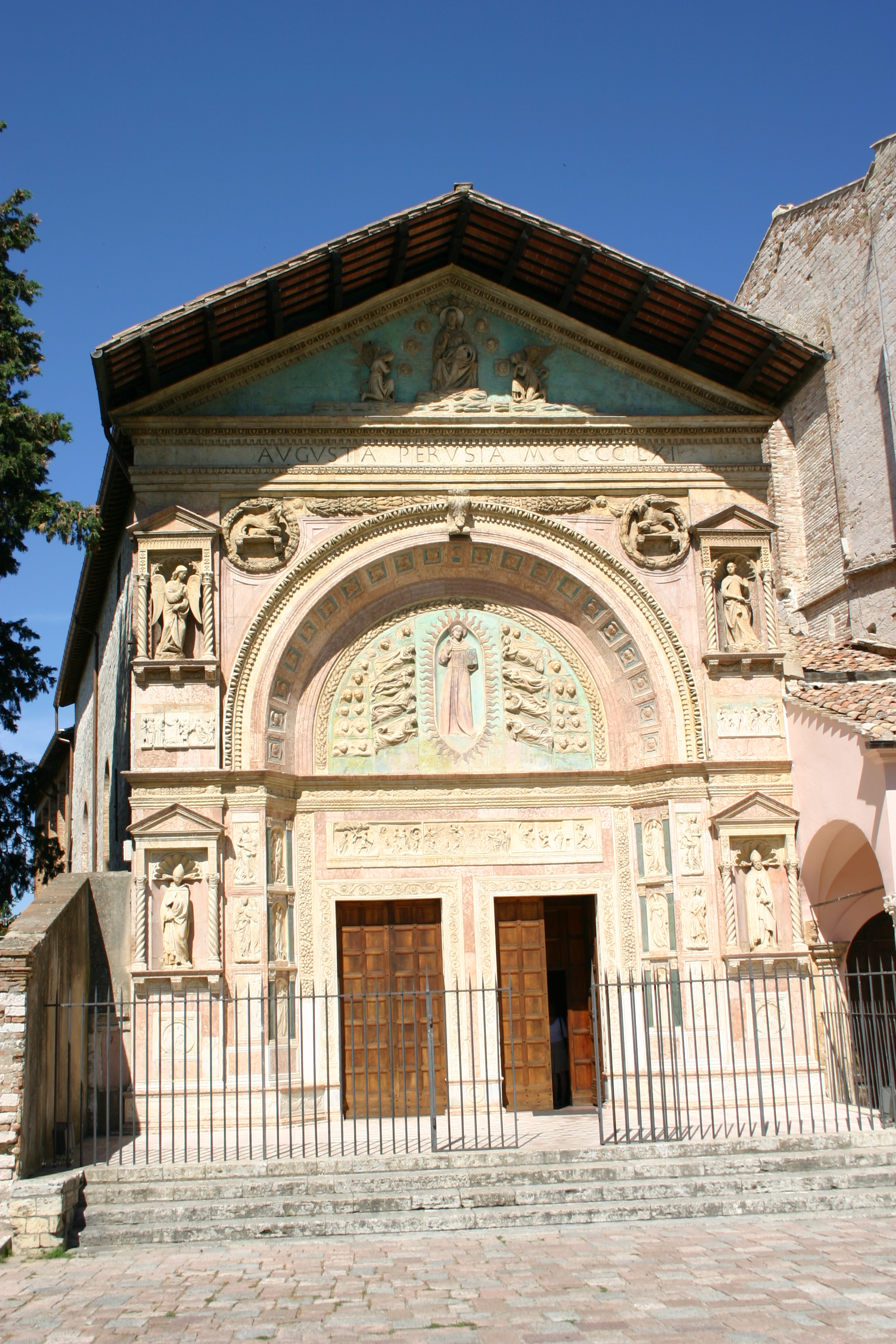
La fachada de mármol de la iglesia de San Bernardino en Perugia.

Agostino di Duccio (Florencia 1418 - Perugia 1481) fue un escultor italiano. Nació en Florencia, y su formación se realizó con Donatello y Michelozzo durante las obras del púlpito de Prato. De Donatello aprendió la técnica de los relieves en stiacciato o en italiano schiacciato, utilizándola profusamente para buscar efectos de pura decoración superficial.
En 1441, tras una acusación de robo, abandonó su ciudad natal, refugiándose en Módena. En esa ciudad realizó el altar de San Geminiano para la catedral, donde es visible la influencia de Michelozzo. En 1446 estuvo en Venecia, donde estudió la escultura tardo gótica, presente en numerosos de los monumentos de la ciudad, y estableció contacto con Matteo de' Pasti, con el que colaboró posteriormente en la decoración del Templo Malatestiano de Rímini. Es recordado por haber desechado el bloque de mármol en el que posteriormente Miguel Ángel esculpió su famoso David.